# 아치모타 학교
아치모타 학교(Achimota School, 이전 명칭은 아치모타의 웨일즈 왕자 칼리지 및 학교였으며, 나중에 아치모타 칼리지로 변경되었고, 현재는 모타운이라는 별명으로 불린다.는 가나 그레이터아크라주 아크라의 아치모타에 위치한 남녀공학 기숙학교이다. 이 학교는 1924년 프레더릭 고든 구기스버그 경, 제임스 엠만 퀘기르 애그리 박사, 알렉산더(알렉) 가든 프레이저 목사에 의해 설립되었다. 1927년 당시 영국령 골드코스트 식민지의 총독이었던 구기스버그 경에 의해 공식적으로 개교했다. 퍼블릭 스쿨 (영국) 시스템을 모델로 한 아치모타는 골드코스트에 설립된 최초의 혼성 교육 학교였다.
이 학교는 콰메 은크루마, 에드워드 아쿠포아도, 제리 롤링스, 존 에반스 아타 밀스를 포함한 많은 가나 지도자들을 교육했으며, 이들 모두는 전직 가나 국가원수이다. 전 가나 정부수반이자 총리였던 코피 아브레파 부시아는 아치모타에서 가르치고 공부했다. 아프리카 국가원수 목록에는 짐바브웨의 제2대 대통령 로버트 무가베와 감비아의 초대 국가원수 다우다 자와라 경도 포함된다. 아치모타의 졸업생은 "아코라"로 알려져 있다.
학교의 모토는 "그들 모두가 하나 되게 하소서"를 뜻하는 Ut Omnes Unum Sint인데, 이는 학교 생활을 시작으로 흑인과 백인, 남성과 여성이 모두 통합되어 모두의 이익을 위해 시너지 효과를 내야 한다는 설립자들의 표명된 철학을 나타낸다. 아치모타 학교 문양의 양식화된 피아노 건반 디자인은 당시 애그리가 다음과 같이 설명했다. "검은 건반만으로도 일종의 곡을 연주할 수 있고, 흰 건반만으로도 일종의 곡을 연주할 수 있지만, 완벽한 하모니를 위해서는 검은 건반과 흰 건반을 모두 사용해야 한다."

## 역사
제1차 세계 대전 이후, 영국령 골드코스트 정부는 고등 교육의 필요성을 느꼈다. 구기스버그는 이렇게 말했다. "하나 또는 두 개의 중등 교육 기관이 존재함에도 불구하고, 영국 대학에서 교육을 마친 아프리카인과 초등 학교를 겨우 마친 아프리카인 사이의 지적 격차는 위험할 정도로 넓다. 누구보다도 아프리카인들의 발전과 이 나라 정부에 대한 더 큰 참여에 대한 정당한 열망에 공감할 준비가 되어 있지만, 우리가 그들이 이를 달성하도록 돕고, 가능한 지역 선동가들의 성급하고 잘못된 계획으로부터 대중을 보호하려면, 우리는 우리가 허용하는 수단만큼이나 빠르게 두 계층 사이의 격차를 메워야 한다."
따라서 아치모타 칼리지는 골드코스트 교육 시스템을 개혁하려는 구기스버그의 계획의 일환으로 설립되었다. 1920년 8월, 구기스버그는 펠프스 스토크스 기금의 아프리카 교육 위원회 일원으로 골드코스트에 와 있던 원주민 제임스 애그리 박사와 만나 친분을 쌓았다. 1922년, 펠프스-스토크스 위원회의 1920년 교육 보고서의 결과로, 구기스버그는 골드코스트 교육 개혁에 대한 권고 사항을 검토할 위원회를 임명했다. 이 위원회는 남학생들을 위한 일반 중등 교육, 교사 양성 및 기술 교육을 제공하기 위해 아치모타에 종합 기관을 설립할 것을 권고했다. 이후 마냐 크로보의 코노르인 네네 에마뉘엘 마테 콜레 경, 아키엠 아부아크와의 오만헤네인 나나 오포리 아타 경, 아노마보의 오만헤네인 나나 아모누 5세와 같은 추장들, 그리고 당시 저명한 정치가들인 아크라의 벤저민 W. 콰르티 콰예 파파피오 박사, F. V. 난카-브루스 박사, 아크라의 토마스 허튼-밀스 시니어, 케이프코스트의 E. J. P. 브라운, 세콘디의 J. E. 캐슬리-헤이포드 등의 노력과 지원으로 아치모타 칼리지가 구상되었다.
식민지 정부는 교사와 학생 모두를 훈련시킬 훌륭한 중등 교육 기관을 설립하겠다는 정책을 추진하려 했다. 입법회는 1923-24년 웨일즈 왕자 칼리지 및 학교 설립 예산을 승인했고, 1924년 3월 구기스버그는 주춧돌을 놓았다. 알렉산더 G. 프레이저 목사는 초대 교장(1924–1935)이었으며, 제임스 애그리 박사는 초대 부교장(1924–1927)이었다. 프레이저는 이전에 현재 스리랑카인 실론의 명문 학교인 캔디 트리니티 칼리지 교장이었으며, 당대 최고의 식민지 교장으로 옥스포드 국립 전기 사전에 칭송받았다. 애그리는 여성 교육이 인기를 얻지 못했던 시기에 여성 교육을 강력히 주장했으며, 남성을 교육하는 것은 개인을 교육하는 것이지만, 여성을 교육하는 것은 가족과 지역 사회에 더 광범위한 이점을 가져온다고 믿었다. 이로 인해 대학에서 여학생들에게 제공되는 자리가 늘어났다.
1924년부터 1927년 1월 28일 개교할 때까지 구기스버그, 프레이저, 애그리는 구기스버그의 꿈인 일류 남녀공학 학교와 대학을 설립하기 위해 함께 노력했다. 현재 가나 대학교로 알려진 골드코스트 대학교는 아치모타 칼리지에 뿌리를 두고 있다. 가나 대학교는 가나 교육에 대한 설립자들의 공헌을 기리기 위해 매년 애그리-프레이저-구기스버그 기념 강연 시리즈를 개최한다. 콰메 은크루마 과학 기술 대학교(KNUST)도 아치모타 칼리지의 공학부에 뿌리를 두고 있다.
원래 웨일즈 왕자 칼리지 및 학교로 알려진 아치모타는 1927년 1월 28일 당시 골드코스트 총독이었던 프레더릭 고든 구기스버그 경에 의해 공식적으로 개교했다. 개교식의 주빈은 당시 웨일즈 왕자였던 에드워드 8세였으며, 학교는 그의 이름을 따서 명명되었다. 높은 학업 수준과 문화로 유명한 동종 최고의 기관 중 하나로서, 사하라 이남 아프리카의 식민지 지배로부터의 독립 투쟁 기간 동안 범아프리카주의 지도자들을 양성했다. 학생회와 교수진에서는 여러 국가원수, 정치인, 학자, 과학자, 의사, 변호사, 엔지니어, 교육자, 건축가, 외교관, 컴퓨터 과학자, 농업학자, 회계사, 예술가, 기업가 및 산업가를 포함한 많은 저명한 아프리카 인물들이 배출되었다. 2004년 아치모타의 오랜 영어 교사였던 아코라 아드리안 셔우드에 대한 추모사에서 런던 가나 고등판무관실은 학교의 창립 이념을 인용하며 아치모타를 칭찬하며 졸업생들이 "진정으로 삶이 무엇인지 알고, 목마른 땅에 생명수가 되어 나아갈 수 있도록" 했다고 말했다.
음악은 항상 학교 생활의 중요한 부분을 차지해 왔다. 아치모타가 이 분야에서 높은 수준을 달성한 것은 가나 국립 교향악단과 위네바 교육 대학교의 음악 및 공연 예술 교육부 설립으로 이어졌다. 처음부터 아치모타는 농업, 기술 및 직업 분야에서 손을 사용하는 것을 강조했다. 아치모타는 국가적 필요를 충족시키는 모든 교육 분야에서 우수성의 기준을 설정하는 데 관심을 기울였다.

## 캠퍼스 생활

### 환경
"사막 언덕에 자리 잡았지만, 그대 안에 살아있는 물이 솟아나게 하소서. 그리고 그대의 자녀들로부터 영원의 강물이 더 넓게 흐르게 하소서" —학교 찬송가 인용
아치모타 학교는 아크라 대도시권의 아치모타 산림 보호 구역 한가운데에 위치한 2제곱마일(525헥타르) 이상의 주요 부동산을 차지한다. 학교의 식민지 건축 양식과 계획된 조경은 캠퍼스와 숲이 우거진 시골 같은 주변 환경을 시각적으로 즐겁게 한다. 캠퍼스에는 세 설립자의 세 동상이 삼각형 모양으로 배열되어 있으며 그 의미는 알려져 있지 않다. 캠퍼스 시설은 두 개의 도서관, 사관생도 광장, 두 개의 예배당(애그리 기념 예배당과 가톨릭 예배당), 동관에 두 개, 서관에 두 개 총 네 개의 식당, 두 개의 체육관, 아치모타 학교 우체국, 넓은 운동장, 수영장, 크리켓 경기장, 농구 코트, 테니스 및 스쿼시 코트, 수목원으로 구성되어 있다. 교직원들을 위한 여러 방갈로가 캠퍼스에 있다.
아치모타 학교의 설립 당시 모습은 다음과 같다:
"아치모타 칼리지는 아크라에서 내륙으로 7마일 떨어진 골드코스트에 위치한 서아프리카의 위대한 남녀공학 기숙학교로, 600명의 서아프리카 소년 소녀들이 유럽이나 미국 어린이들과 마찬가지로 완전한 교육을 받는다. 이곳은 중등학교, 교사 양성 대학, 그리고 종합 대학이 하나로 통합되어 있으며, 기획, 설계 및 장비 면에서 전 세계 어느 교육 기관과도 비교할 만하다. 1925년 건설 비용은 660,000파운드였고, 연간 유지 보수 비용은 50,000파운드이다. 이곳에는 수영장, 넓은 운동장, 자연 보호 구역, 시범 농장, 그리고 대학 직원들을 위한 모델 마을이 있다. 또한 자체 병원, 박물관, 도서관, 인쇄소도 갖추고 있다. 학생들은 교정 주위에 배치된 주거용 건물에 살며, 각 건물은 60명의 학생을 수용하고 4개의 기숙사로 나뉜다."
학교 중앙 캠퍼스 근처에는 아치모타 골프 클럽, 아치모타 학교 경찰서, 학교 비 교직원들을 위한 아눔레라는 교직원 마을, 산림 보호 구역, 대규모 농장, 그리고 45병상 규모의 아치모타 병원, 그리고 캠퍼스를 둘러싼 지역 사회가 있다.

### 기숙사
아치모타 학교는 동관(E)과 서관(W)에 17개의 남녀 기숙사를 운영하고 있다.

#### 남학생 기숙사
- 프레이저 기숙사 (W) – 알렉산더(알렉) 가든 프레이저 목사의 이름을 따서 명명됨 (이전에는 12호 기숙사)
- 애그리 기숙사 (E) – 제임스 퀘기르 애그리의 이름을 따서 명명됨; 캠퍼스에 설립된 첫 번째 기숙사
- 구기스버그 기숙사 (E) – 프레더릭 고든 구기스버그 경의 이름을 따서 명명됨
- 기암피 기숙사 (E) – 전 학생이자 아산테 왕족의 일원이었던 기암피의 이름을 따서 명명됨. 기암피는 아치모타에서 학생으로 재학 중 사망했으며, 그의 죽음의 결과 중 하나는 아산테 왕국이 집 가까이에 자신들만의 아치모타를 만들기로 결정하여 프렘페 칼리지가 탄생했다는 점이다.

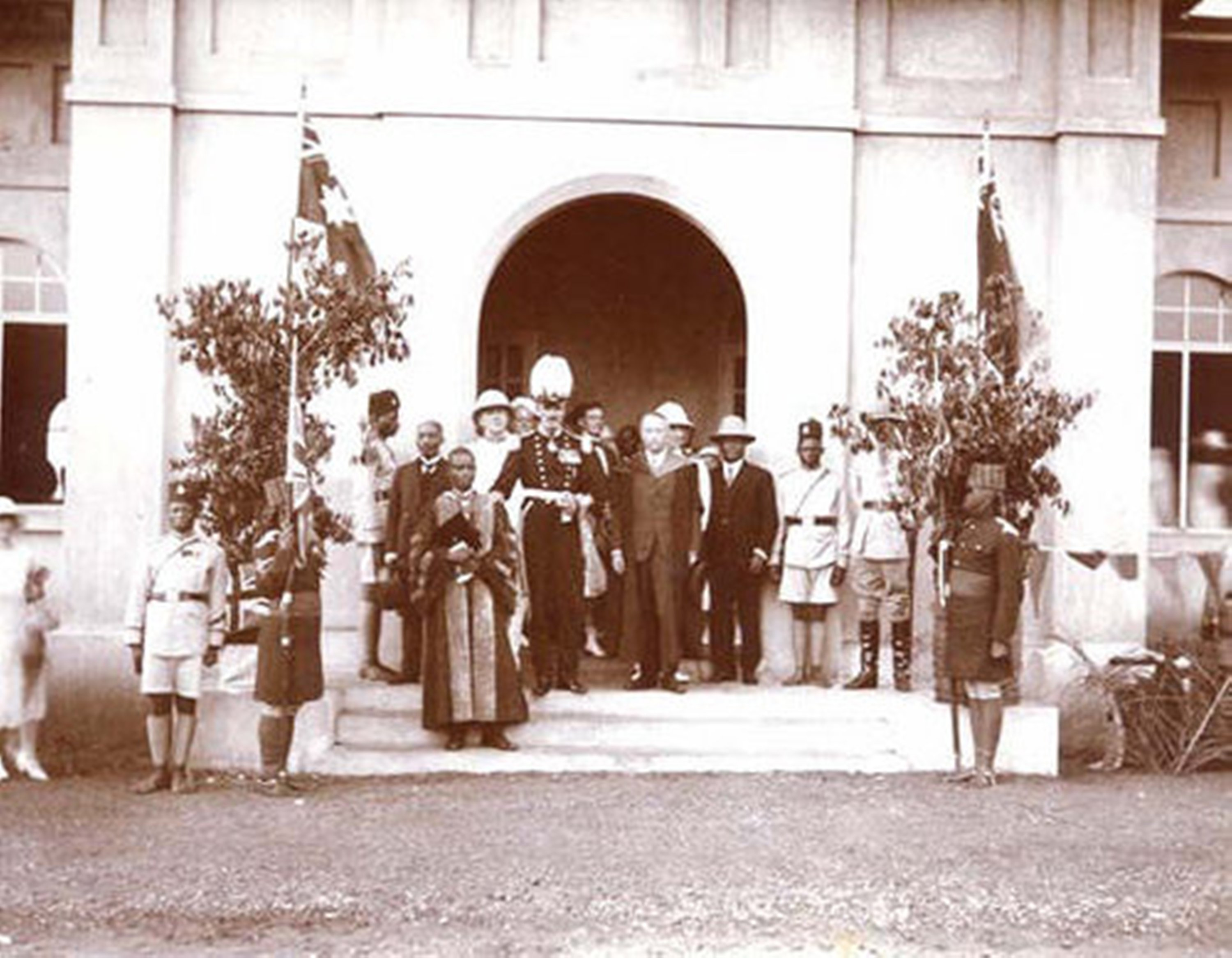
아치모타 칼리지 개교, 1927

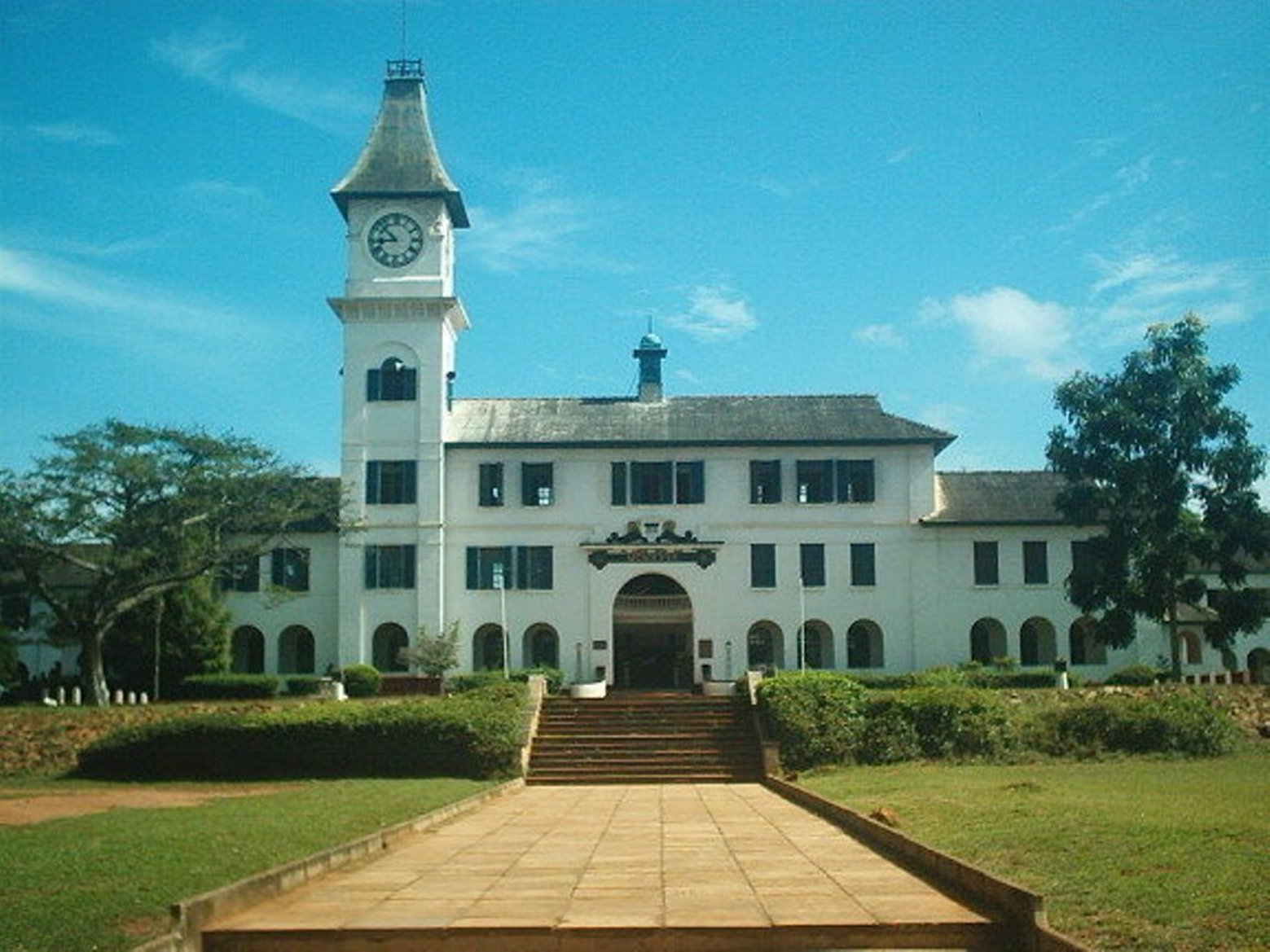
아치모타 학교의 상징적인 건물인 행정동, 1927년. 멀리서 보이는 탑 시계 "빅 벤"이 푸른 하늘을 배경으로 보인다.

- 캐드버리 기숙사 (E) – 캐드버리의 이름을 따서 명명됨
- 루가드 기숙사 (E) – 전 나이지리아 총독이었던 루가드 경의 이름을 따서 명명됨
- 리빙스턴 기숙사 (E) – 아프리카를 탐험한 스코틀랜드 선교사 데이비드 리빙스턴의 이름을 따서 명명됨
- 콰퐁 기숙사 (W) – 동문이자 가나 대학교의 첫 아프리카인 부총장이자 도쿄 UN 대학교의 부총장이었던 알렉산더 콰퐁의 이름을 따서 명명됨

#### 여학생 기숙사
- 킹슬리 기숙사 (E) – 영국의 민족지학자이자 과학 작가 및 탐험가인 메리 킹슬리의 이름을 따서 명명됨
- 맥카시 기숙사 (E) – 서아프리카 지역의 전 영국 군사 총독이었던 찰스 맥카시 경의 이름을 따서 명명됨 (맥카시 기숙사는 이전에 남학생 기숙사이자 공학부였음)
- 슬레서 기숙사 (E) – 나이지리아의 스코틀랜드 선교사 메리 미첼 슬레서의 이름을 따서 명명됨
- 클라크 기숙사 (E) – 영국의 선교사 메리 클라크의 이름을 따서 명명됨. 처음으로 지어진 여학생 기숙사였다.
- 오포리-아타 기숙사 (W) – 동문이자 가나 최초의 여성 의사였던 수잔 오포리-아타의 이름을 따서 명명됨 (이전에는 11호 기숙사)
- 바에타-지아게 기숙사 (W) – 동문이자 가나 및 영연방 최초의 여성 판사였던 애니 지아게의 이름을 따서 명명됨 (이전에는 17호 기숙사)
- 스톱포드 기숙사 (W) – 성공회 주교이자 학교 교장(1941–45)이었던 로버트 스톱포드를 기리기 위해 명명됨 (이전에는 남학생 기숙사이자 나중에는 여학생 기숙사인 O. A. A. 기숙사, 그 이전에는 18호 기숙사였음)
- 아타 밀스 기숙사 (E) – 동문이자 가나 대통령(2009–12)이었던 존 에반스 아타 밀스의 이름을 따서 명명됨
- 아리 기숙사 (E) – 동문이자 정치인, 기업 경영자였던 조이스 아리의 이름을 따서 명명됨

## 학습 환경
2002년에 다시 시작된 드럼 연주, 춤, 목공예와 같은 가나 문화 측면의 수업은 더 많은 국가 문화를 교육과정에 통합하려는 노력으로 개편되었다. 학교는 학생들의 학업 및 지적 발달 외에도 실용 기술과 인성 교육을 강조한다. 학교는 9월 중순부터 6월 말까지 3학기 학사 일정을 운영한다.
두 개의 학부, 두 개의 지정된 학교, 그리고 가사과학부에서 제공되는 과목을 가르치는 것을 담당한다. 과학 및 수학 학부는 수학, 물리, 화학, 생물학, 농업, 컴퓨터 과학 과목을 가르치며, 인문 학부는 영어와 문학, 프랑스어, 정부학, 역사, 경제학, 지리, 종교, 사회학을 가르친다. 음악 학교는 음악을 가르치고 애그리 기념 예배당 합창단을 훈련하며 음악 축제를 조직한다; 미술 학교는 시각 예술을 가르친다; 그리고 가사 과학부는 가정 경제, 케이터링, 영양, 생활 관리, 가사, 부기 및 의류 디자인을 가르친다.
학생들은 첫 2년 동안 매 학기 체육과 "종교 및 도덕 교육"을 각각 체육부와 채플린 부서에서 가르쳐야 한다. 또한 4명의 기독교 채플린(가톨릭, 성공회, 감리교, 장로회)과 1명의 무슬림 성직자가 상주한다. 각 학생은 3년의 중등 학교 과정 동안 매 학기 7~8개 과목(프로그램에 따라 다름)을 이수해야 한다. 또한 모든 학생이 하나의 학습 프로그램에서 3~4개의 선택 과목을 이수하는 것 외에도 각 학생은 수학, 영어, 통합 과학, 사회학의 네 가지 핵심 과목을 이수해야 한다.
학교의 3년 과정(6학기)은 서아프리카 고등학교 수료 시험(WASSCE)으로 이어지며, 일반 과학, 농업 과학, 일반 예술, 시각 예술 및 가정 경제 분야의 시험은 모두 서아프리카 시험 위원회(WAEC)에서 최종 학년 5월에 관리한다.

## 교장 및 수장
| 이름                                  | 재임 기간 |
| ------------------------------------- | --------- |
| 알렉 G. 프레이저 목사, CBE            | 1924–35   |
| H. M. 그레이스 목사                   | 1935–41   |
| 로버트 W. 스톱포드 주교, KCVO, CBE    | 1941–45   |
| H. C. 닐 씨                           | 1946–49   |
| P. G. 렌달 씨                         | 1949–53   |
| A. W. E. 윈로 씨, TD, OBE             | 1954–59   |
| 다니엘 아믈링 채프먼 니아호 박사, CBE | 1959–63   |
| 아이작 치네부아 박사, MP              | 1963–65   |
| 나나 앨런 P. 러드윅 씨, OBE, GM       | 1965–77   |
| L. 안크라 캐논 목사                   | 1977–81   |
| A. A. 데이데이 씨                     | 1982–85   |
| 로버트 윈스턴 아시에두                | 1985–95   |
| 샬럿 브루-그레이브스 여사             | 1995–02   |
| 애들레이드 콰미 여사, GM              | 2003–07   |
| 베아트리스 T. 아돔 여사               | 2007–17   |
| 조이스 R. 아도 여사                   | 2017–19   |
| 마조리 아페니 씨                      | 2019–22   |
| 에베네저 그레이엄 아쿠아 씨           | 2022–     |

## 유사 학교와의 연계

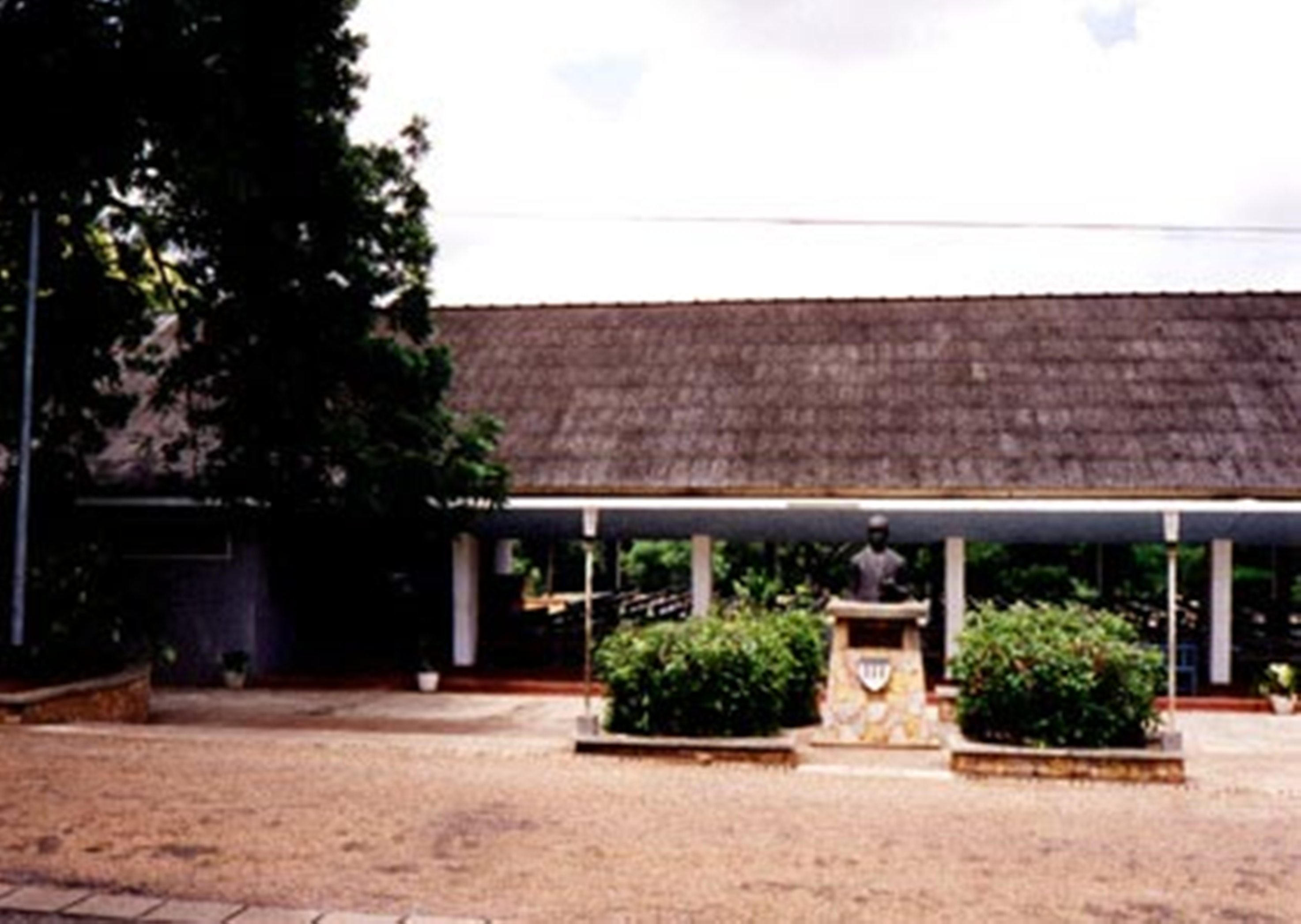
애그리 기념 예배당

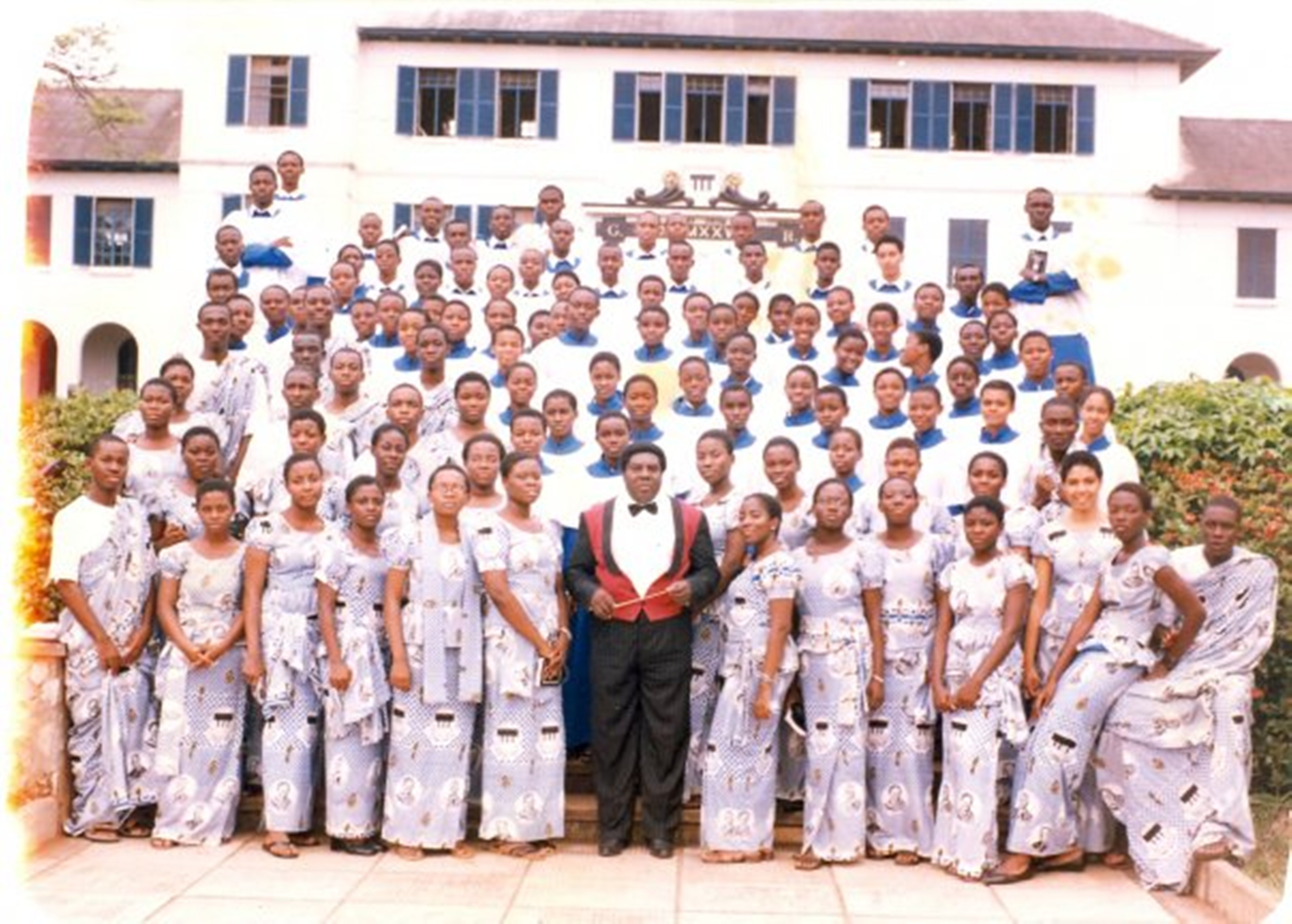
가나 작곡가이자 학교 합창단 지휘자인 켄 카푸이와 함께 한 애그리 기념 예배당 합창단, 2005년

- 캔디 트리니티 칼리지, 실론 (현재 스리랑카) (1872년 설립): 설립자 중 한 명인 알렉산더 G. 프레이저 목사는 1904년부터 1924년까지 캔디 트리니티 칼리지의 교장이었다. 그는 1924년부터 1935년까지 아치모타의 초대 교장이었다. 또한 1935년부터 1941년까지 캔디 트리니티 칼리지의 교장이었던 로버트 스톱포드 주교는 1941년부터 1945년까지 아치모타의 교장이었다. 아침 예배, 주간 일요일 예배 및 기타 중요한 행사가 열리는 유명한 애그리 기념 예배당은 캔디 트리니티 칼리지 예배당의 개방형 건축 양식을 모델로 했다. 애그리 예배당은 아크라에서 가장 인기 있는 결혼식 장소 중 하나이다.[29]
- 라고스 킹스 칼리지, 나이지리아 (1909년 설립): 아치모타와 킹스 칼리지는 1960년대와 1970년대 초에 대학 간 육상 대회를 개최했다.[30] 2008년, 아치모타 학교는 2008년 5월 29일 목요일부터 2008년 6월 1일 일요일까지 4일간의 교환 프로그램으로 라고스 킹스 칼리지를 초청했다. 이 프로그램에는 하키, 크리켓, 축구(사커)가 포함되었고, 만찬으로 대회를 마쳤다. 경기는 아치모타 학교의 주요 운동장에서 열렸다. 킹스 칼리지 라고스가 2009년 100주년을 기념할 때, 아치모타 학교는 기념 행사 일환으로 두 번째 아치모타 학교 – 킹스 칼리지 게임 컨퍼런스에 초대되었다.[31]

## 트리비아

학교 마스코트, "쿠지우닉"

- 마스코트: 학교의 마스코트는 "쿠지우닉"이라는 신화 속 동물로, 가고일 모양의 나무 조각으로 표현된다. 이전에는 "쿠지우닉의 밤"이라는 전통이 있었다. 쿠지우닉의 현재 위치는 학교 도서관 동쪽 벽에 있는 선반 위이다.[30]
- 출판물: 아치모타 학교는 "디 아치모탄"과 최근에 발행된 "디 모타운너"라는 두 개의 학생 잡지를 정기적으로 발행하고 있다. 또한 캠퍼스에는 "블루프린트"(원래 구기스버그 하우스의 출판물)와 "모타운 익스프레스"라는 두 개의 뉴스레터가 있다.[30]
- 학부모 교사 연합회: 아치모타 학교에는 A. P. 러드윅 교장(1965~1977) 시대에 결성된 학부모 교사 연합회(PTA)가 있다.[32] 이 단체는 매 학기 학생 복지 및 학교 발전에 관한 문제를 논의하기 위해 회의를 갖는다.
- 순위: 아치모타 학교는 아프리카 연감에서 2003년에 집계한 목록에 따르면 아프리카 상위 100대 고등학교에 속한다.[33]
- 학업 경쟁: 아치모타 학교는 가나 국립 과학 및 수학 퀴즈 대회를 두 번 (1998년과 2004년) 우승했으며, 현재까지 이 퀴즈에서 우승한 유일한 혼성 학교이다. 아치모타 학교는 1994년 첫 대회에서 준우승을 차지했고, 2009년과 2023년 대회에서도 2위를 차지했다.
- 대학교 리더십: 아치모타는 가나의 두 주요 공립 연구 대학인 가나 대학교와 콰메 은크루마 과학 기술 대학교(KNUST)에서 총 약 10명의 부총장을 배출했다.[32]

## 옛 아치모탄 협회
옛 아치모탄 협회(OAA)는 아치모타 학교의 전 학생들을 위한 포괄적인 동문 조직이다. OAA는 목표를 달성하기 위해 지역, 지부 및 연도별 그룹의 구성을 승인한다. OAA 회원은 "아코라스"로 알려져 있다.
- 역사: OAA는 1929년 당시 웨일즈 왕자 칼리지의 초대 교장 알렉 G. 프레이저 목사가 창설했으며, 그의 아들 샌디 프레이저(당시 아치모타 학교 교직원)가 첫 조직 비서였다. 샌디는 방학 동안 옛 아치모탄들이 일하고 있는 도시와 마을을 순회하며 OAA의 목표와 목적을 설명했다. OAA의 첫 연례 총회는 1930년 12월 23일 학교에서 개최되었으며, 이후 매년 한 번씩 열렸다. 참가자들은 학교 캠퍼스에서 3~4일을 보낸다.
- 헌법: OAA는 헌법에 따라 운영되며, 주요 목표는 "옛 아치모탄과 학교 간의 유대 관계를 형성하여 학교에 대한 관심을 유지하고 학교 복지에 기여하려는 의지를 증진하며, 아치모타가 설립된 이상을 증진하는 것"이다.
- 국가 집행 위원회: OAA의 업무와 자금은 국가 집행 위원회에서 관리한다. 이 위원회는 협회의 임원 3명, 직책 임원 2명, 협회 직전 회장, 그리고 다른 8명의 회원으로 구성된다. 국가 집행 위원회는 연례 총회에서 격년으로 선출된다. OAA 동문회 사무실은 국가 집행 위원회의 업무를 지원한다.[34]

## 학교 모토
Ut Omnes Unum Sint (그들 모두가 하나 되게 하소서)

## 학교 분류
카테고리 A

## 학교 코드
0010110

## 학교 숙박
주간/기숙

## 학교 성별
남녀공학 (남학생/여학생)

## 학교 과정
출처:
- 농업
- 가정 경제
- 시각 예술
- 일반 예술
- 일반 과학